# Tin Machine (canção)
"Tin Machine" é a faixa que dá nome à banda homônima, lançada como single do álbum de estreia do grupo em setembro de 1989. O single, tendo um lado A duplo, também contém uma versão ao vivo de "Maggie's Farm”, de Bob Dylan.

## Créditos
Produtores
- Tin Machine
- Tim Palmer

Músicos
- David Bowie – vocais principais, guitarra
- Reeves Gabrels – guitarra solo
- Hunt Sales – bateria, vocais de apoio
- Tony Sales – baixo, vocais de apoio

Músicos adicionais
- Kevin Armstrong – guitarra rítmica